# Línia 6 del metro de Madrid
La Línia 6 del metro de Madrid és una línia de ferrocarril metropolità de la xarxa del metro de Madrid. Aquesta línia és circular i connecta les estacions de Laguna i Lucero.